# Artbestämning

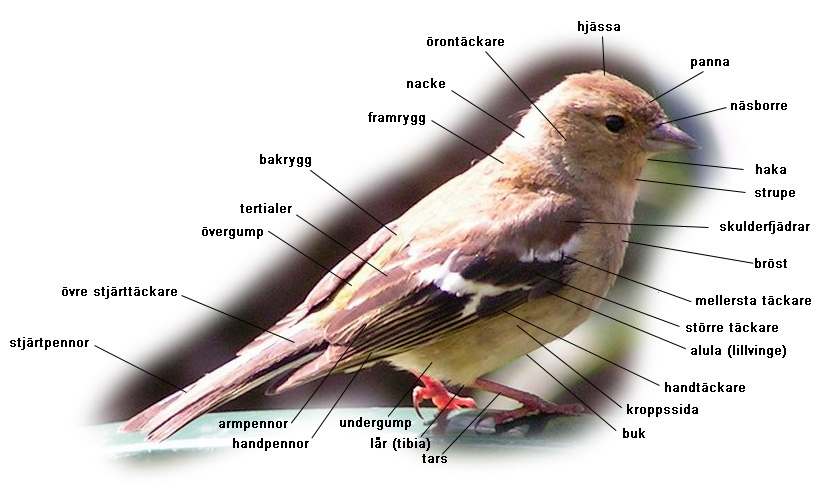
En beskrivning av en fågels anatomi för att veta vad begreppen heter vid jämförande mellan arter.

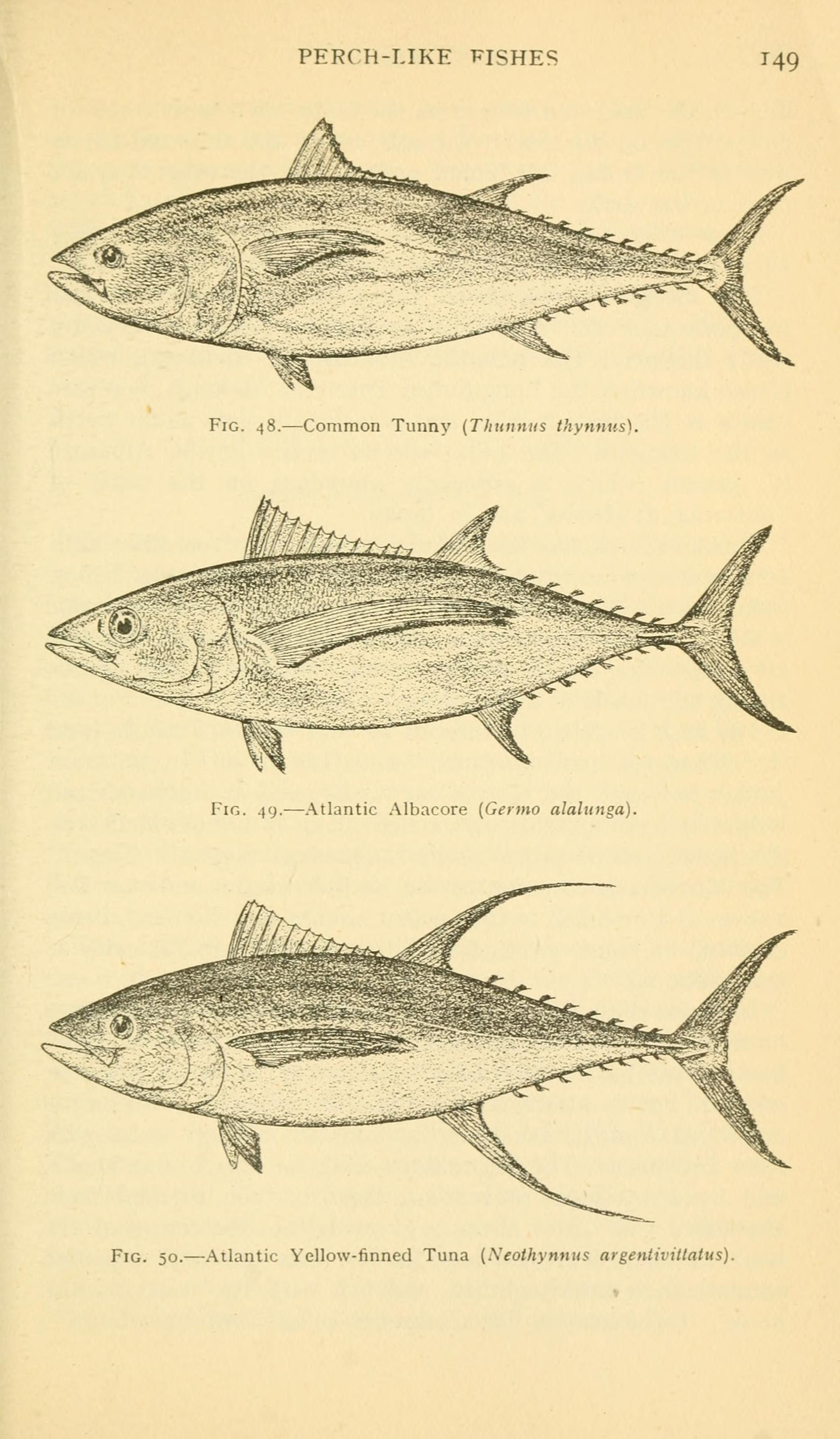
Fälthandbok över fiskar där bilder används för att jämföra arter och på så sätt kunna artbestämma.

Artbestämning handlar om att utröna vilken biologisk art ett visst exemplar eller prov tillhör. Artbestämning görs på olika sätt och resultatet blir att komma så nära rätt art som möjligt. Bestämningen kan bland annat göras genom en fälthandbok som behandlar den grupp av arter man är intresserad av. I en sådan bok finns beskrivningar av likheter och skillnader mellan arterna som gör att man avgöra vilken art det handlar om. Även bilder används för att se vilken art som stämmer in på en viss beskrivning och denna metod är vanlig för exempelvis däggdjur, fåglar, fjärilar och fiskar.
Artbestämning kan även göras genom dikotoma pappersnycklar eller ett digitalt liknande upplägg. Denna metod går ut på att man svarar på ett antal frågor om arten där svaren då leder till nya frågor och till sist kan arten skiljas ut från andra.
Att bestämma en art kan även göras genom DNA-analys.